# Helen Hadsell
Helen Barbara Daechsel, nota anche con lo pseudonimo di Helene Hadsell (Aberdeen, 1º giugno 1924 – Irving, 30 ottobre 2010), è stata una scrittrice statunitense.
Si è fatta conoscere come la celebre “regina dei concorsi” (contest queen). Divenne famosa negli Stati Uniti per aver partecipato e vinto centinaia di concorsi a premi, vincendo premi di ogni tipo, da elettrodomestici e automobili fino a una casa completamente arredata.
Attraverso il potere del pensiero positivo e della visualizzazione intenzionale, sviluppò un metodo personale per attrarre nella propria vita ciò che desiderava. Negli anni successivi tenne seminari, conferenze e workshop dedicati allo sviluppo del potenziale umano, insegnando come i pensieri e le intenzioni consapevoli potessero influenzare la realtà. Ha scritto il famoso libro The Name It and Claim It Game: con WINeuvers for WISHcraft, in cui spiegava la sua filosofia di vita e la sua strategia per manifestare desideri e obiettivi.

## Primi anni di vita e famiglia

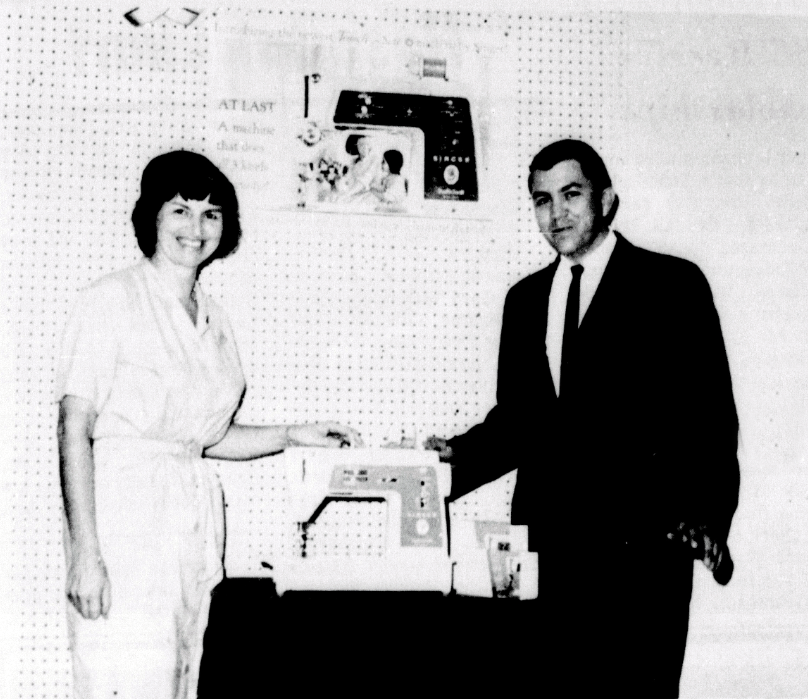
Helen Hadsell posa con una macchina da cucire vinta in un concorso.

Helen Barbara Daeschel nacque nel 1924 e crebbe ad Aberdeen, ad Aberdeen, nel Dakota del Sud .  Ha frequentato la Central High School.
All'età di 18 anni, lasciò la casa di origine e si trasferí a Vancouver, Washington, dove trovò lavoro come impiegata in un deposito in un cantiere navale.  Incontrò e sposò Pat Hadsell, che era di Denton, Texas. 
La coppia si stabilì successivamente a Grand Prairie, in Texas, dove ebbero tre figli. Helene era una casalinga e mamma a tempo pieno.
Nel 1959, la famiglia si trasferì a Irving, in Texas .  Helene la redattrice delle notizie mondane per l'Irving News-Record,  che divenne la rubrica "Strictly Personal" sull'Irving News Texan .  Dopo essere stata nominata nel comitato consultivo di una rivista di supermercati, un giornale locale descrisse Hadsell come "una ragazza intraprendente, se mai ce ne fosse stata una". 

## Concorsi
All'epoca di Hadsell, esisteva un'attività nota come "contesting", in cui le persone dedicavano il loro tempo e i loro sforzi per vincere lotterie, in cui i vincitori venivano scelti a caso tra coloro che avevano partecipato e la strategia usuale era quella di inviare il maggior numero possibile di candidature, e concorsi di abilità, in cui i premi venivano vinti inviando un qualche tipo di scritto che esaltasse un prodotto particolare, spesso "in 25 parole o meno". Tali appassionati erano conosciuti come "contestors" o "contest bugs".  C'erano riviste e newsletter nazionali il cui pubblico di riferimento erano i concorrenti. 
La famiglia Hadsell iniziò a partecipare ai concorsi nel 1948, come hobby di famiglia, concentrandosi sulle gare di abilità.  Nel 1949, vinsero un Toni Home Permanent Kit come premio per i piazzamenti dal 48° al 168° posto in un concorso organizzato dai negozi di farmacie dipartimentali di Skillern.  Tuttavia, per i primi dieci anni circa, vinsero raramente. 
Tutto questo cambiò dopo che Helene seguì un corso di scrittura specializzato in 'scrittura di concorsi' da li apprese che che i giudici dei concorsi "cercavano qualcosa di diverso, parole o frasi coniate e umorismo. Direi che per me l'umorismo ha vinto più di ogni altra cosa".  Il marito di Helene, Pat, ha assistito alla scrittura di un certo numero di opere del concorso. 
Nel 1957, la famiglia cominciò a vincere concorsi più frequentemente, incluso il figlio di sei anni degli Hadsell che vinse alcune pistole giocattolo per aver dato un nome a un pony.  Nel 1959, Hadsell disse a un editorialista di un giornale locale che aveva appena vinto un frullatore elettrico per aver inventato un nome per un nuovo tipo di torta e che aveva vinto altri due frullatori in concorsi durante l'anno precedente. 
Nel 1963, Helene fu scelta come presidente di un club di scrittura e di concorsi della zona di Dallas, noto come Competriots, molti dei cui quaranta membri erano scrittori pubblicati di narrativa, poesia o libri di testo che ora si concentravano sui concorsi.  I membri si scambiavano informazioni sui concorso e moduli di partecipazione. 
All'inizio del 1964, la famiglia disse di aver vinto molti premi, da quelli banali come gli affilatori per le lame dei tosaerba a un viaggio a Disneyland;  quest'ultimo fu seguito da viaggi a Washington, DC e Venezia .  Tuttavia, Helene pensava che non avessero ancora "vinto nessuno dei grandi premi, come automobili o viaggi intorno al mondo". 
Ma ciò accadde presto. La Formica Corporation aveva una mostra alla Fiera mondiale di New York del 1964-65 in cui era esposta una casa in cui tutte le pareti interne e molti degli arredi e dei mobili erano realizzati con la plastica laminata prodotta dell'azienda.  Come parte di questo, la società ha lanciato un concorso da 100.000 dollari, il cui primo premio era una replica della casa da 50.000 dollari da costruire ovunque negli Stati Uniti, appezzamento di terreno incluso.  I concorrenti dovevano compilare un modulo di iscrizione all'Esposizione Universale o in una delle numerose case modello in Formica che erano state costruite in tutto il paese, una delle quali si trovava nell'area di Dallas;  il modulo stesso chiedeva al partecipante di rispondere brevemente a ciò che gli piaceva della casa e quali suggerimenti aveva per i futuri prodotti in Formica.  Helene è stata una delle 1,5 milioni di persone ad aver inviato le loro candidature.  Vinse il concorso, il cui risultato fu annunciato quando un direttore marketing della Formica Corporation venne a Dallas per presentare alla famiglia Hadsell un modello della casa da costruire.  Lei ha attribuito la vittoria alla sua creatività.  All'epoca, gli Hadsell dissero di non essere sicuri in quale città avrebbero costruito la casa;  alla fine fu costruita a Irving, e gli Hadsell vissero lì per un certo numero di anni. 

## Pubblicazioni
- (EN) Helen Hadsell, The Name It and Claim It Game: with WINeuvers for WISHcraft, DeVorss & Co., 1971, ISBN 0-87516-119-7. Several revised editions came out in the 1970s.  Subsequently updated and republished as: (EN) Helene Hadsell e Carolyn Wilman, Contesting: The Name It & Claim It Game: WINeuvers for WISHcraft, 7290268 Canada Inc, 2020, ISBN 978-0993925450.
- (EN) Helene Hadsell, In Contact With Other Realms: An Adventurer's Experiences in Awareness, AuthorHouse, 2002, ISBN 978-0759679160. Subsequently updated and republished as: (EN) Helene Hadsell e Carolyn Wilman, In Contact With Other Realms: An Adventurer's Experiences in Awareness, 7290268 Canada Inc, 2020, ISBN 978-0993925474.
- (EN) Helene Hadsell, Confessions of an 83-Year-Old Sage: The GLAD-SAD-MAD of Life, 2007. Subsequently updated and republished as: (EN) Helene Hadsell e Carolyn Wilman, Confessions of an 83-Year-Old Sage: The GLAD-SAD-MAD of Life, 7290268 Canada Inc, 2021, ISBN 978-0993925498.
- Hadsell, Helene (2008). A Man Called Friday. Subsequently updated and republished as: Hadsell, Helene; Wilman, Carolyn (2023). A Man Called Friday. Oshawa, ON: 7290268 Canada Inc. ISBN 978-1777319410.